# Liste der Domprediger am Dom zu Halle

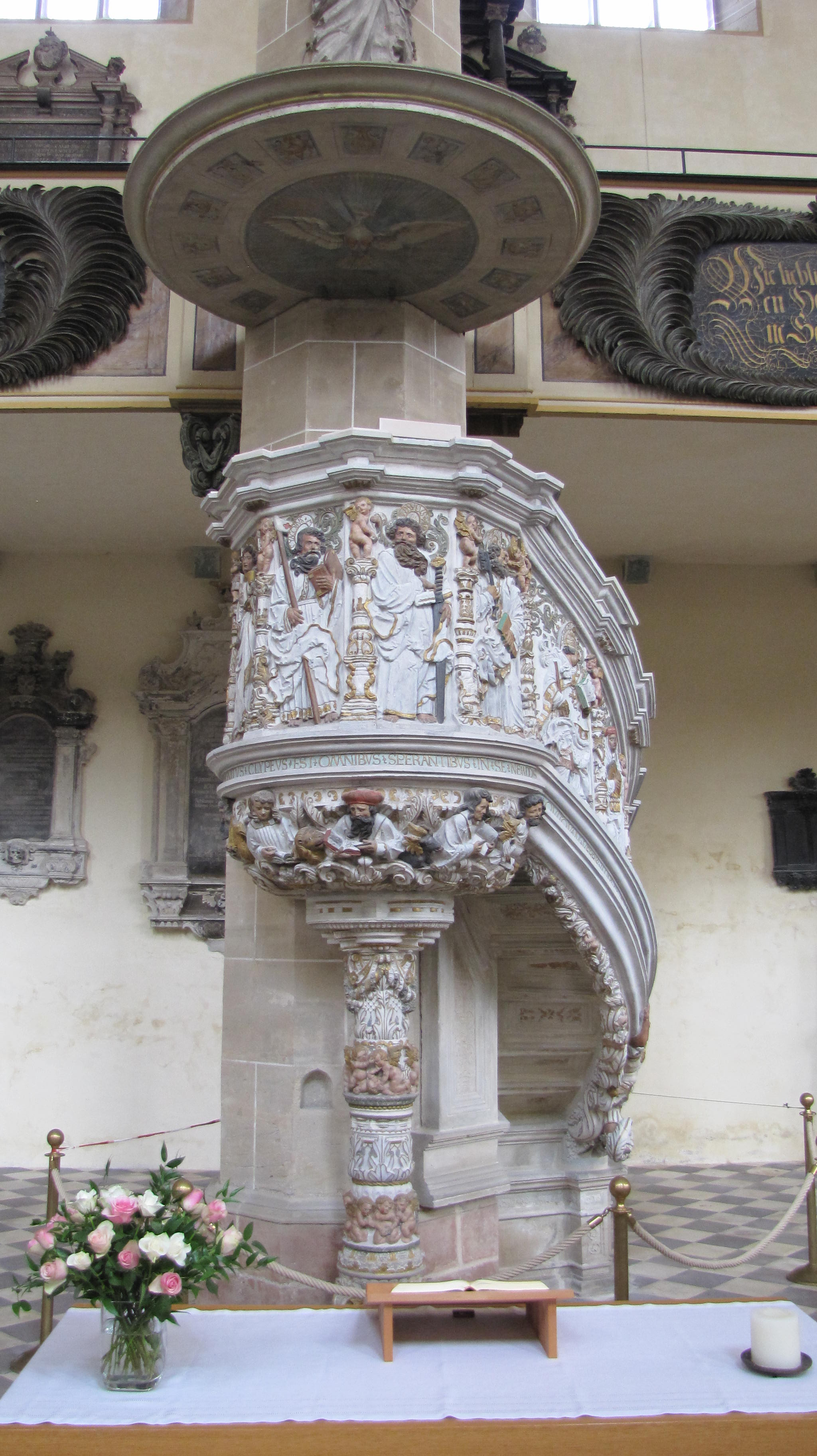
Die Domkanzel in Halle, geschaffen 1526

Als Domprediger am Halleschen Dom waren tätig:
| Name                                       | von                                | bis  | Anmerkungen |
| ------------------------------------------ | ---------------------------------- | ---- | --- |
| Georg Winckler                             | 1523                               | 1527 | † 1527, ermordet auf der Rückreise aus Aschaffenburg, wo er sich bei Kardinal Albrecht wegen seiner lutherischen Gesinnung verantworten musste |
|                                            |                                    |      | |
| Jakob Eisenberg                            | ca. 1570                           | 1598 | † 1598, wegen des Vorwurfs des Kryptocalvinismus wurde ihm ein öffentliches Begräbnis verweigert |
| Simon Gedik                                | 1586                               | 1598 | anschließend Hofprediger und Dompropst in Berlin, später in Meißen und Merseburg |
|                                            |                                    |      | |
| Christoph Kittel († 1617)                  | 1608                               | 1617 | |
| Paul Röber                                 | 1617                               | 1627 | später Professor, Oberpfarrer und Generalsuperintendent in Wittenberg |
| Salomon Lenz (1584–1647)                   | 1619                               | 1629 | später Pfarrer und Superintendent in Regensburg |
| Arnold Mengering                           | 1627                               | 1630 | nach der Besetzung der Stadt im Dreißigjährigen Krieg 1630 abgesetzt, später Pfarrer an der Marktkirche und Superintendent |
| Johann Malsius († 1638)                    | 1635                               | 1638 | |
| Johannes Olearius                          | 1643                               | 1680 | 1643 Hof- und Domprediger, später Oberhofprediger und 1664 Generalsuperintendent, 1680 nach Weißenfels versetzt |
| Johannes Andreas Olearius                  | 1663                               | 1680 | Zweiter Hofprediger am Dom zu Halle, Kirchenrat, Konsistorialassessor und Vizegeneralsuperintendent des Herzogtums Magdeburg, 1680 nach Weißenfels versetzt |
| Philipp Jakob Heustreu († 1673)            | ?                                  | 1673 | |
| Christoph Schrader (1642–1709)             | 1674                               | 1692 | 1674 Dritter Hof- und Domprediger, 1680 alleiniger Hof- und Domprediger, 1692 Superintendent und Pfarrer in Dresden |
| Johann Jakob Reich (1641–1690)             | 1688                               | 1690 | Erster reformierter Domprediger in Halle, 1689 auch Hofprediger |
| Ernst Adolph von Felde (1662–1692)         | 1690                               | 1692 | Zweiter Domprediger |
| Jacob Merchier (1661–1700)                 | 1691                               | 1700 | Erster Domprediger |
| Philipp Wilhelm Budäus (1663–1697)         | 1692                               | 1697 | Zweiter Domprediger |
| Peter Ludwig Hendreich (1673–1725)         | 1697                               | 1701 | Zweiter Domprediger, anschließend Hofprediger in Potsdam, 1721 nach Neustadt-Eberswalde versetzt |
| Karl Konrad Achenbach (1655–1720)          | 1700                               | 1702 | Erster Hof- und Domprediger, anschließend Hofprediger in Berlin |
| Heinrich August Steinberg (1668–1749)      | 1701                               | 1705 | Zweiter Domprediger, anschließend Hofprediger in Küstrin, ab 1709 in Berlin |
| Friedrich Wilhelm von Scharden (1671–1734) | 1702                               | 1734 | Erster Hof- und Domprediger, ab 1711 auch reformierter Inspektor |
| Johann Eberhard Kluck (1678–1733)          | 1704                               | 1708 | Erster Inhaber der Stelle des Dritten Hof- und Dompredigers, anschließend Pfarrer in Nürnberg und Berlin |
| Georg Friedrich Kluck (1674–1734)          | 1706                               | 1713 | Zweiter Hof- und Domprediger, verlor sein Amt wegen einer psychischen Erkrankung |
| Theodor Knauth (1682–1738)                 | 1710                               | 1715 | Dritter Hof- und Domprediger, 1715 abgesetzt, 1732 Pfarrer in Berlin |
| Wilhelm Hermann Gravius (1682–1734)        | 1715                               | 1717 | Dritter Hof- und Domprediger, anschließend Hofprediger in Köpenick |
| Johann Huldreich Heyden (1662–1727)        | 1713/16                            | 1727 | Zweiter Hof- und Domprediger, zuerst als Substitut für den erkrankten Georg Friedrich Kluck, 1716 fest in die Stelle berufen |
| Johann Ernst Wilmsen (1678–1740)           | 1717                               | 1740 | Zuerst Dritter, ab 1734 Zweiter Domprediger |
| Hermann Reinhold Pauli                     | 1728                               | 1750 | 1728 Zweiter Hof- und Domprediger, 1734 1. Hof- und Domprediger, auch Konsistorialrat und reformierter Inspektor |
| Ludwig Reinhard Kleinschmidt (1702–1761)   | 1735                               | 1738 | Dritter Hof- und Domprediger, anschließend in Bielefeld und Danzig |
| Ernst Philipp Kiesewetter (1705–1741)      | 1738                               | 1741 | Dritter Domprediger, starb bald nach dem Aufrücken in die zweite Stelle |
| Johann David Gensike (1714–1780)           | 1741                               | 1759 | Dritter Domprediger, anschließend in Altona |
| Albert Philipp Ursinus (1712–1785)         | 1742                               | 1785 | Zweiter Domprediger, 1775 auch Hofprediger |
| Johann Warendorff (1703–1774)              | 1751                               | 1774 | Erster Hof- und Domprediger |
| Daniel Heinrich Hering (1722–1807)         | 1759                               | 1765 | Dritter Domprediger, anschließend Hofprediger und Oberkonsistorialrat in Breslau |
| Christian Friedrich Hirsekorn (1730–1772)  | 1765                               | 1772 | Dritter Domprediger |
| Friedrich Wilhelm Wentzelmann (1738–1792)  | 1775                               | 1792 | Zuerst Dritter, ab 1785 Zweiter Domprediger |
| Georg Jakob Pauli                          | 1775                               | 1795 | Sohn von Hermann Reinhold Pauli, 1746–51 Rektor des reformierten Gymnasiums in Halle, zwischenzeitlich in Berlin und Halberstadt, 1775 Erster Hof- und Domprediger sowie Konsistorialrat und reformierter Inspektor |
|                                            |                                    |      | |
| Georg Ludwig Pauli (1759–1797)             | 1786                               | 1790 | Sohn von Georg Jakob Pauli, Dritter Domprediger, anschließend Pfarrer in Hamburg |
| Johann Wilhelm Grosse                      | 1790                               | 1790 | Dritter Domprediger, anschließend Pfarrer in Glogau |
| Johann Karl Pischon (1764–1805)            | 1790                               | 1799 | Zuerst Dritter, ab 1792 Zweiter Domprediger |
| Johann David Beck (* 1765)                 | 1792                               | 1795 | Dritter Domprediger, anschließend Pfarrer in Strasburg in der Uckermark |
| Georg Peter Dohlhoff (1768–1837)           | 1795                               | 1837 | Zuerst Dritter, ab 1799 Zweiter Domprediger, 1805 Erster Domprediger sowie Superintendent und Hofprediger |
| Johann Friedrich Stötzer (1741–1804)       | 1796                               | 1804 | Erster Hof- und Domprediger sowie reformierter Inspektor |
| Johann Gabriel Schäffer                    | 1799                               | 1808 | Zuerst Dritter, ab 1806 Zweiter Domprediger, anschließend Pfarrer in Magdeburg |
| Ludwig Anton Leopold Siebigk († 1807)      | 1806                               | 1807 | Dritter Domprediger |
| Johann August Rienäcker                    | 1807                               | 1855 | Zuerst Dritter, ab 1809 Zweiter Domprediger, 1837 Erster Domprediger, 1838 Superintendent, 1855 emeritiert |
| Ludwig Gottfried Blanc                     | 1809                               | 1860 | 1806 Pfarrer der französisch-reformierten Gemeinde zu Halle, nach deren Vereinigung mit der am Dom ansässigen deutsch-reformierten Gemeinde 1809 Dritter Domprediger, ab 1822 zusätzlich außerordentlicher Professor, ab 1833 ordentlicher Professor für romanische Sprachen und Literatur an der Universität Halle, 1838 Zweiter Domprediger, 1860 emeritiert |
| Andreas Samuel Neuenhaus (1806–1879)       | 1839                               | 1879 | Zuerst Dritter, ab 1855 Erster Domprediger |
| Wilhelm Focke (1823–1881)                  | 1856                               | 1881 | Zuerst Dritter, 1860 Zweiter, 1880 Erster Domprediger sowie Superintendent und Konsistorialrat |
| Adolf Zahn                                 | 1859                               | 1876 | Hilfsprediger, 1860 Dritter Domprediger |
| Hugo Albertz (1845–1923)                   | 1877                               | 1893 | Domprediger, anschließend Pfarrer in Breslau, Vater von Martin und Heinrich Albertz |
| Gustav Beelitz (1845–1912)                 | 1881                               | 1907 | Schwiegervater von Hermann Gunkel, gründete 1890 das Reformierte Convict Halle |
| Gerhard Goebel                             | 1883                               | 1907 | Erster Domprediger, gründete 1890 das Reformierte Convict Halle |
| August Lang                                | 1893                               | 1943 | 1893 Dritter, 1907 Zweiter, 1921 Erster Domprediger und Superintendent |
| Eberhard Baumann                           | 1907                               | 1924 | Erst Dritter, dann Zweiter Domprediger |
| Hermann Josephson (1864–1949)              | 1908                               | 1920 | Erster Domprediger, Konsistorialrat und Superintendent |
| Paul Gabriel (1883–1964)                   | 1921                               | 1955 | 1921 Zweiter Domprediger, 1944 Konsistorialrat und Superintendent, 1955 Ruhestand |
| Heinrich Wind (1891–1971)                  | 1924                               | 1962 | Zweiter Domprediger |
| Fritz Schröter (1904–1973)                 | 1955                               | 1971 | Erster Domprediger und Superintendent |
| Horst Krüger (* 1929)                      | 1970                               | ?    | Zweiter Domprediger |
| Jürgen Reuter                              | Zweite Hälfte des 20. Jahrhunderts |      | Domprediger |
| Martin Filitz                              | 1996                               | 2014 | Domprediger und Senior des Reformierten Kirchenkreises |
| Jutta Noetzel (* 1975)                     | 2014                               |      | Dompredigerin und Senior des Reformierten Kirchenkreises |